# Grand Prix du Conseil des arts de Montréal
Le Grand Prix du Conseil des arts de Montréal est un prix artistique montréalais (québécois) attribué par la Ville de Montréal depuis 1985. La remise de prix se fait lors d'un déjeuner annuel réunissant les acteurs du milieu culturel à Montréal.

## Critères d'admissibilité
Tout organisme artistique montréalais.

## Histoire
Ce prix a été créé en 1985 et est chapeauté par le Conseil des arts de Montréal. Collaborateur depuis 1994, Radio-Canada est partenaire depuis 2009 et produit des capsules vidéo des finalistes.

## Nature du Prix
L'organisme artistique montréalais lauréat reçoit une bourse qui, depuis 2015, est de 30 000 $. Le prix du public, remis depuis 2018, est assorti d'une bourse de 15 000 $. Une bourse de 5 000 $, financée par des mécènes montréalais, est également offerte à chacun des finalistes. Un jury, composé d'acteurs du milieu culturel, est responsable de déterminer les lauréats.

## Lauréats
- 2009 – Orchestre symphonique de Montréal
  - Autres finalistes : Perte de Signal (arts médiatiques), Musée des beaux-arts de Montréal (arts visuels), Kino Montréal (cinéma), Fortier Danse-Création (danse), 24 Images (littérature), DARE-DARE (nouvelles pratiques artistiques) et le Théâtre d'Aujourd'hui (théâtre)
- 2010 – Les festivals Elektra et Mutek (ex aequo)
  - Autres finalistes : Oboro (arts visuels), Rencontres internationales du documentaire de Montréal (cinéma et vidéo), Regroupement québécois de la danse (danse), revue esse (littérature), Ensemble Caprice (musique), Les Filles électriques (nouvelles pratiques artistiques / arts du cirque) et Théâtre PàP (théâtre)
- 2011 – Cirque Éloize
  - Autres finalistes : Eastern Bloc (arts numériques), Association des galeries d’art contemporain/Art Souterrain (arts visuels), Coop vidéo de Montréal (cinéma/vidéo), Agora de la danse (danse), revue L’Inconvénient (littérature), L’OFF Festival de jazz de Montréal (musique), Théâtre La Chapelle (nouvelles pratiques artistiques) et Compagnie Jean-Duceppe (théâtre)
- 2012 – Festival du nouveau cinéma
  - Autres finalistes : En Piste (arts du cirque), la Société des arts technologiques (SAT) (arts numériques), le Musée d’art contemporain de Montréal (arts visuels), la Compagnie Fortier Danse-Création (danse), revue Liberté (littérature), L’Orchestre Métropolitain (musique), PME-ART (nouvelles pratiques artistiques) et Aux Écuries (théâtre)
- 2013 – Festival TransAmériques (FTA)
  - Autres finalistes : ACREQ | Elektra (arts numériques), Les 7 doigts de la main (arts du cirque), Art actuel 2-22 (Artexte, le Regroupement des centres d’artistes autogérés du Québec (RCAAQ) et VOX, centre de l’image contemporaine) (arts visuels), Wapikoni Mobile (cinéma/vidéo), BJM - Les Ballets jazz de Montréal (danse), Terres en vues (diffusion pluridisciplinaire), l’Association des libraires du Québec (ALQ) (littérature) et le Quatuor Bozzini (musique)
- 2014 – Fou Glorieux (Louise Lecavalier)[3]
  - Autres finalistes : Centre d’art et de diffusion CLARK, la Cinémathèque québécoise, Constantinople, le Théâtre de l'Œil, TOHU, la Cité des arts du cirque et l’Union des écrivaines et des écrivains québécois (UNEQ).
- 2015 – Lemieux Pilon 4D Art[4]
  - Autres finalistes : Agence Topo, ARCMTL, la Biennale de Montréal, Orange Noyée – Mani Soleymanlou, Quasar Quatuor de Saxophones, les Rencontres internationales du documentaire de Montréal (RIDM) et Zab Maboungou - Compagnie Danse Nyata Nyata.
- 2016 – Les 7 doigts de la main et le Musée d'art contemporain (ex aequo)[5]
  - Autres finalistes : Centre des auteurs dramatiques, Festival interculturel du conte du Québec, Films du 3 mars, Studios XX, Louise Bédard Danse, Sacré Tympan et LA SERRE – arts vivants
- 2017 – Cas public (compagnie de danse)[6]
  - Autres finalistes : Culture pour tous, Festival BD de Montréal, Galerie B-312, Théâtre Mainline
- 2018 – Orchestre Métropolitain[7]
  - Prix du public : ATSA, Quand l'Art passe à l'Action
  - Autres finalistes : Éditions du remue-ménage, 100Lux, Phi Muse, Productions Porte Parole et Champ gauche, la galerie d'art contemporain SBC et Wapikoni mobile
- 2019 – MU[8]
  - Prix du jury : ZH Festival (festival des arts de la scène Zone Homa)
  - Autres finalistes : Black Theatre Workshop, Cinéma Moderne, Concours musical international de Montréal, Espace de la diversité, Rafael Lozano-Hemmer et la compagnie de danse Rubberband
- 2020 -  Mutek[9]
  - Prix du jury : Centre Segal des arts de la scène
  - Autres finalistes : Alchimies, Créations et Cultures, Communication-Jeunesse, Ebnfloh, Montréal arts interculturels, Momenta Biennale de l’image, Toxique Trottoir et La Chapelle & La Tohu pour L’autre cirque

- 2021 – Le Grand Prix a été exceptionnellement remplacé par "Nos indispensables"
  - Prix du public :  Never Was Average
  - Nos indispensables de l’équité : Nigra Iuventa
  - Nos indispensables de l’innovation : Écoscéno
  - Nos indispensables de la proximité : Drôldadon
  - Nos indispensables de la solidarité : Web of Virtual Kin
  - Prix du jury : Librairie Racines
- 2022 – Sisyphe, Lemieux Pilon 4D Art
  - Prix du jury : Productions Nuits d’Afrique
  - Prix du public : Réalisatrices Équitables